# ذيل مزدوج

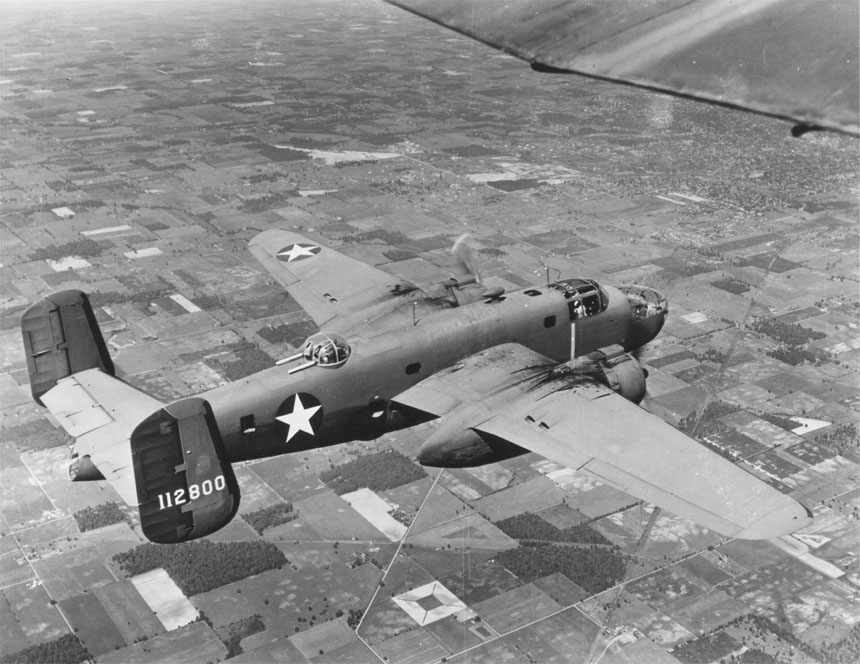
طائرة B-25 ميتشل ثنائية الذيل أثناء الطيران

الذيل المزدوج أو ذيل توأم أو ذَيل ثنائي أو ثنائية الذيل (twin tail) هو نوع محدد من ترتيب المثبت الرأسي الموجود في مجموعة الذيل لبعض الطائرات. مثبتان رأسيان - غالبًا ما يكون أصغر من تلقاء نفسه مما يمكن أن يكون عليه الذيل التقليدي - مثبتان في الجزء الخارجي من المثبت الأفقي للطائرة. يُعرف هذا الترتيب أيضًا باسم (H-tail)، لأنه يشبه الحرف الكبير "H" عند النظر إليه من الخلف. تم استخدام الذيل المزدوج في مجموعة متنوعة من التصميمات متعددة المحركات في الحرب العالمية الثانية والتي شهدت إنتاجًا ضخمًا، خاصة على القاذفات الأمريكية بي-24 ليبراتور وبي-25 ميتشل والقاذفات البريطانية أفرو لانكاستر وهاندلي بيج هاليفاكس الثقيلة، والقاذفة الهجومية السوفيتية من طراز بيتلياكوف بي -2.
الاختلافات في الذيل المزدوج تشمل: «الذيل الثلاثي» (triple tail) و«الذيل المزدوج» (twin boom tail) و«الذيل المزدوج» (double tail).

## تصميم

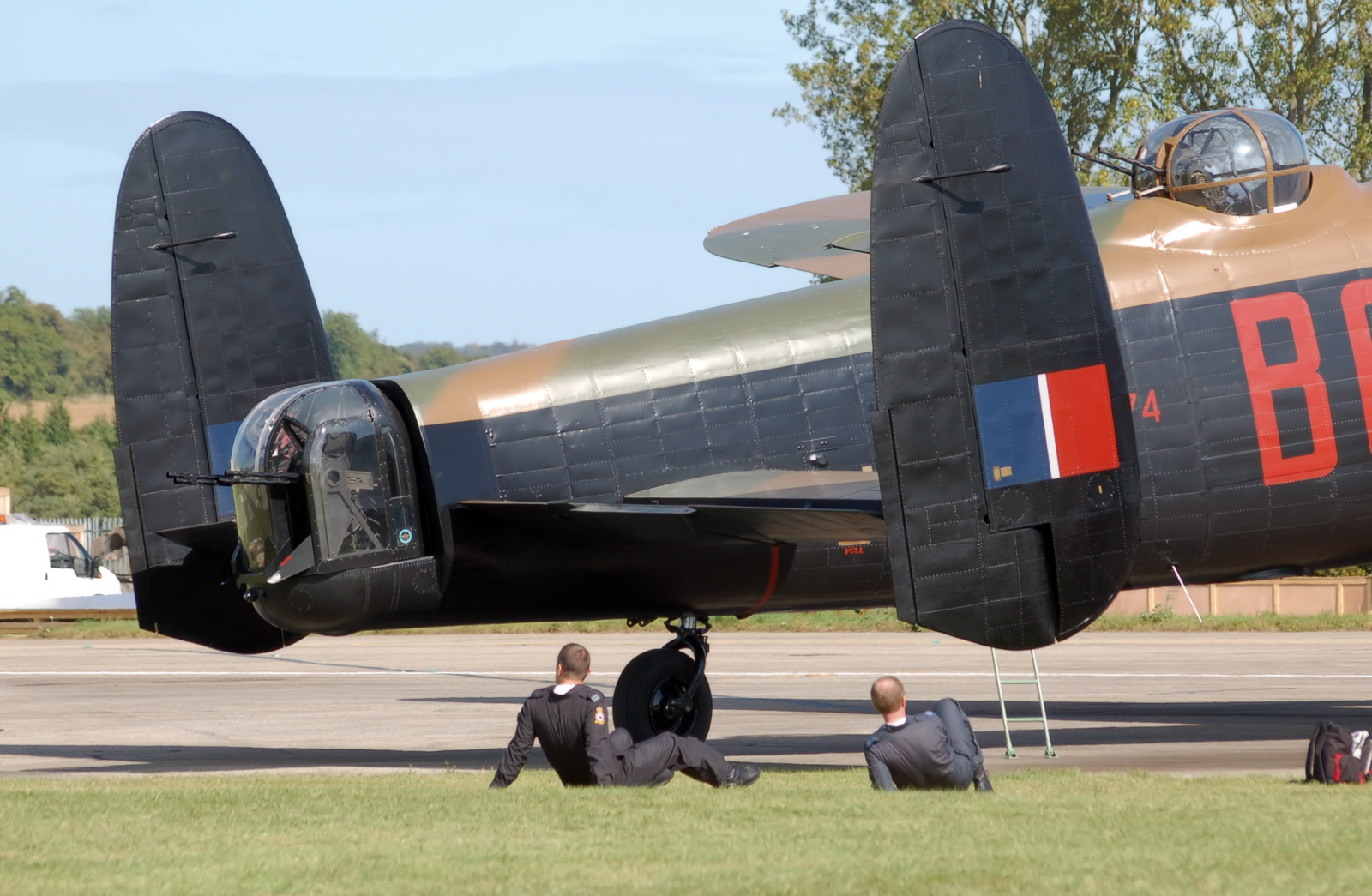
ذيل توأم على أفرو لانكستر

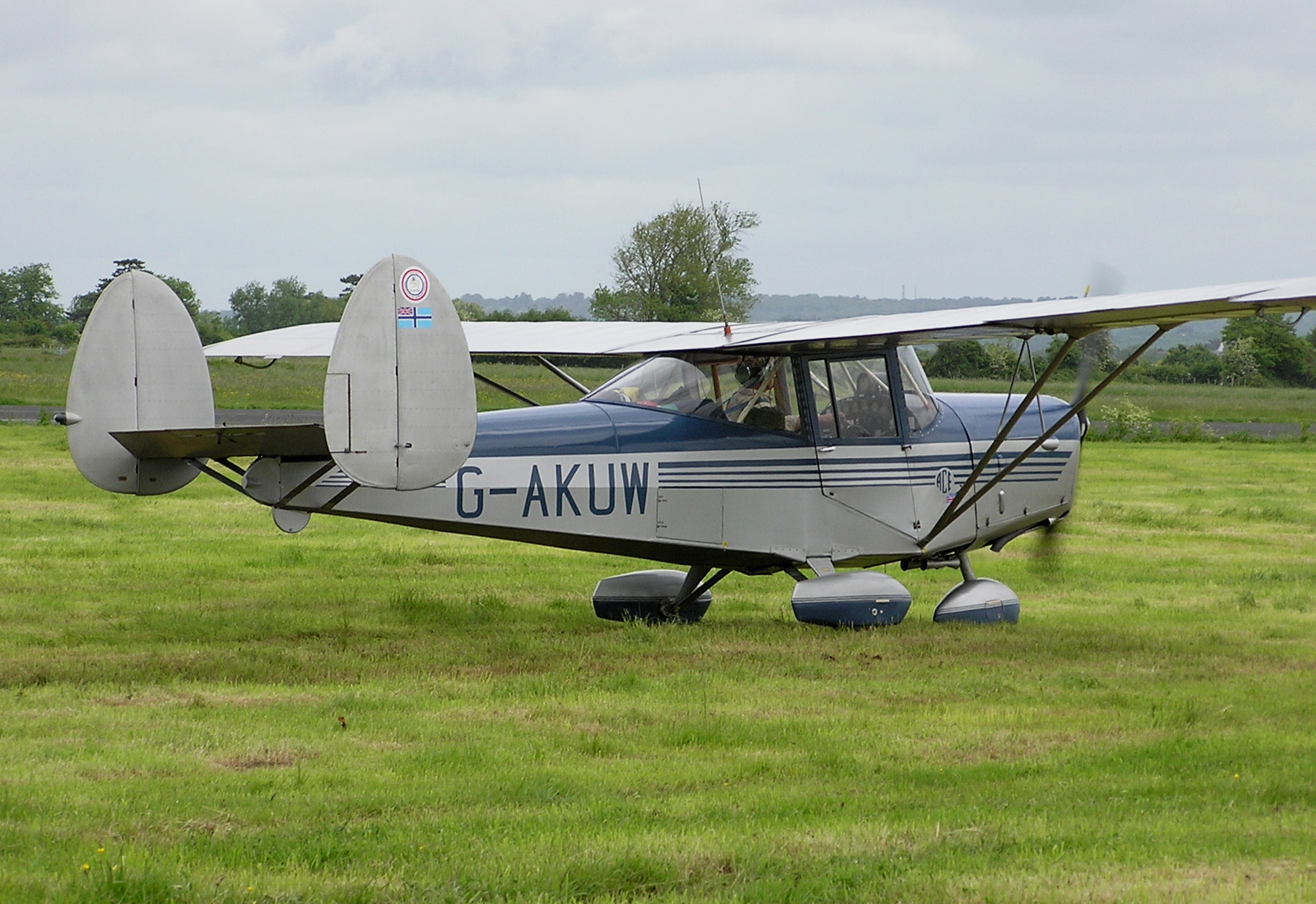
الذيل التوأم على كريسليا سوبر ايس، تم بناؤه عام 1948

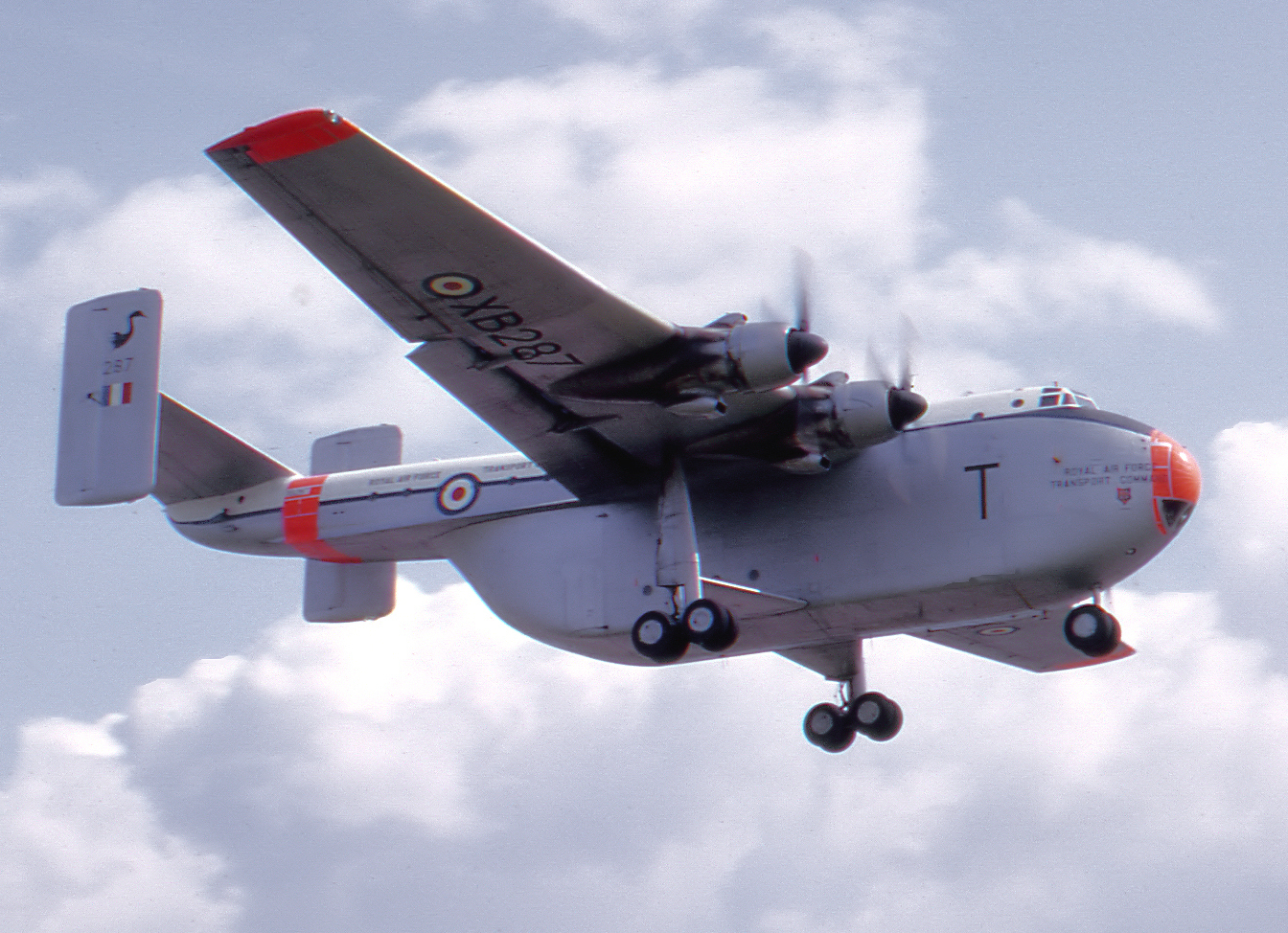
ذيل توأمي عالٍ من نقل بلاكبيرن بيفرلي

يسمح فصل أسطح التحكم بوجود مساحة إضافية للدفة أو سطح رأسي دون الحاجة إلى ذيل واحد ضخم. في تصميمات المروحة متعددة المحركات، توفر الزعانف المزدوجة والدفات التي تعمل في تيار المروحة سلطة أكبر للدفة وتحكمًا محسنًا في السرعات الجوية المنخفضة، وعند القيادة. يمكن للذيل المزدوج أيضًا تبسيط متطلبات حظائر الطائرات، وإعطاء المدفعية الظهرية منطقة إطلاق نار محسّنة، وفي بعض الحالات تقليل وزن الطائرة.  يوفر أيضًا درجة من التكرار: في حالة تلف أحد الذيل، فقد يظل الآخر يعمل.
في أغلب الأحيان، يتم ربط الأسطح الرأسية المزدوجة بنهايات المثبت الأفقي، ولكن بعض الطائرات، مثل قاذفات أرمسترونغ ويتوورث وايتلي ميتسوبيشي جي 3 إم ودورنييه دو 19، تم تركيب أسطحها العمودية المزدوجة على السطح العلوي للمثبت الثابت بدلاً من ذلك، على مسافة ما إلى الداخل من أطراف المثبت الأفقي.

## الاختلافات
تشتمل العديد من تصميمات الطائرات الكندية على ذيول مزدوجة على أطراف الجناح الرئيسي. في كثير من الأحيان، يتم استخدام ثلاثة ذيول أو أكثر، كما هو الحال في بريغيه دوكس بونتس ولوكهيد كونستليشن وبوينغ 314 كليبر. يمكن رؤية تصميم غير عادي للغاية على إي - 2 هوك آي، التي تحتوي على ذيلان رأسيان إضافيان مثبتان بالموازن الأفقي بين الأسطح الرأسية ذات الذيل المزدوج العادي. تم اختيار هذا الترتيب لقيود الحجم الصارمة للطائرات العاملة على حاملات الطائرات.
حالة خاصة من الذيل المزدوج هي «ذيل الجذع المزدوج» (twin-boom tail) أو «الذيل المزدوج» (double tail)، حيث يتكون هيكل الطائرة الخلفي من جسمين منفصلين، «أذرع الذيل» (tail booms)، ولكل منهما دفة ولكن عادةً ما يتم توصيلهما بواسطة مثبت أفقي واحد. ومن الأمثلة على هذا البناء طائرات لوكهيد بي-38 لايتنغ ذات المحركين؛ نورثروب بي-61 بلاك ويدو؛ فوكه وولف فو 189؛ ودي هافيلاند فامباير ذات المحرك النفاث الواحد؛ حاملة البضائع فيرتشايلد سي-119 فلاينق بوكسكار والمعروفة قليلا ترانسافيا بيه إل-12 إيرتروك.

## طائرة ذات ذيلين بارزة
تشمل الطائرات المهمة ذات الذيل المزدوج كونسوليداتيد بي-24 ليبراتور، هاندلي بيج هاليفاكس، أفرو لانكاستر وبي-38 لايتنغ. ومع ذلك، لا يقتصر الترتيب على طائرات عصرالحرب العالمية الثانية. حيث تستفيد العديد من الطائرات المقاتلة، مثل غرومان إف-14 توم كات، ماكدونل دوغلاس إف-15 إيغل، سوخوي سو-27، ميغ-29، وفيرتشايلد ريبابليك إيه-10 ثاندر بولت الثانية، من تكوينات الذيل المزدوج، كما هو الحال بالنسبة للتصاميم المدنية والشحن. مثل أنتونوف أن-14، انتونوف إيه إن - 22، أنتونوف أن-28، أنتونوف أن-38 ، أنتونوف أن-225، بيتشكرافت 18، بيريف بي إي -12، إركو إركوب، شورت 330، روتان لونق إي زد، وسبيس شيب ون.